# N'Ganon
N'Ganon  è una città e sottoprefettura della Costa d'Avorio appartenente al dipartimento di Korhogo. Conta una popolazione di 5 386 abitanti (censimento 2014).